# كاساس دي ميلان
بلدية كأساس دي ميلان (بالإسبانية: Casas de Millán)‏، هي بلدية تقع في مقاطعة قصرش والتي تقع في منطقة إكستريمادورا، غرب إسبانيا.
يبلغ عدد سكانها 773 نسمة وفقاً لإحصائية سنة (2002).